# Milan (Michigan)
Milan ist eine Stadt in den Countys Monroe und Washtenaw im US-Bundesstaat Michigan. Das U.S. Census Bureau hat bei der Volkszählung 2020 eine Einwohnerzahl von 6079 ermittelt.
Milan liegt zwischen Toledo und Detroit, wurde ab 1831 besiedelt und 1865 als Village begründet.

## Geschichte
Die Stadt wurde 1831 jeweils zur Hälfte aus Monroe County (Norden) und Washtenaw County (Süden) gebildet. Ungefähr ein Viertel der Häuser wurden vor dem Zweiten Weltkrieg errichtet, 21 % zwischen 1940 und 1956. Das Gemeinschaftshaus (Community House) wurde 1935 von Henry Ford gekauft, in welchem er versuchte, aus Sojabohnen Farbe herzustellen. Distriktbewohner können dieses Haus für kleine Versammlungen mieten. 1967 wurde Milan zur City.
2003 wurde die technisch sehr gut ausgestattete neue Milan High School eröffnet, deren Leiter zurzeit Mr. Ron Reed ist. Infolgedessen zogen die übrigen Schulen vor Ort (Milan Area Schools) nach einem Kettenprinzip in die jeweils verlassenen Gebäude um.
Trotz der Zunahme in der Entwicklung wird Milan noch mit dem ländlichen Leben identifiziert. Es ist so nicht ungewöhnlich, heute noch ein Haus mit einem Stall und einer Hundehütte auf ein paar Morgen Land stehend zu finden. Milan ist der Sitz des Bundesgefängnisses, dem Federal Correctional Institution (FCI), Milan.
Außerdem ist Milan für sein Automobil Drag Rennen bekannt, dem Milan Dragway.

## Geographie
Milan liegt am Schnittpunkt der Ann Arbor Railroad und einer Bahnstrecke der Norfolk and Western Railroad, etwa 20 km südlich der ca. 150.000 Einwohner zählenden Stadt Ann Arbor, in dessen Schatten es auch steht. Milans Bürger sind aufgrund der geringen Anzahl an Geschäften vor Ort darauf angewiesen, dort ihre Einkäufe zu tätigen. Ann Arbor liegt nördlich und ist mit Milan unter anderem über den vierstreifig ausgebauten U.S. Highway 23 verbunden, der in Nord-Süd-Richtung durch Milan führt. Östlich der autobahnähnlichen Straße liegt das Bundesgefängnis von Milan.
Nach Angaben des United States Census Bureau breitet sich die Stadt über eine Fläche von 6,0 km² aus, von denen 0,2 km² mit Wasser bedeckt sind. Der Wasseranteil der Gesamtfläche beträgt somit 3,45 %. Der Saline River mäandriert von Nordwesten nach Südosten durch das Stadtgebiet.

## Bevölkerungsstatistik
Im Gegensatz zum nahen Saline, das zwischen Milan und Detroit liegt und so in vergangener Zeit als Anlaufstelle für Leute diente, die in Letzterem keinen Wohnplatz fanden, war oder ist Milan nicht in so positiver Weise von Zuwanderungen betroffen. Nach der Volkszählung von 2000 leben in Milan 4.775 Menschen in 1.923 Haushalten und 1.271 Familien. Die Bevölkerungsdichte liegt bei 823,1 Personen/km². Auf die Fläche der Stadt verteilt befinden sich 1.999 Wohneinheiten, das entspricht einer mittleren Dichte von 344,6 Personen/km². Die Bevölkerung teilt sich auf in 94,3 % Weiße, 1,74 % Afroamerikaner, 0,36 % indianischer Abstammung, 0,69 % Asiaten und 1,17 % mit zwei oder mehr Ethnizitäten. 3,50 % der Einwohner sind Hispanics.
In 36,7 % der 1.923 Haushalte leben Kinder unter 18 Jahren, 49,1 % sind verheiratete Paare, die zusammen leben, 13,5 % Frauen ohne Ehemann, und 33,9 % sind keine Familien. 28,0 % aller Haushalte werden von Einzelpersonen und 10,1 % von Einzelpersonen über 65 bewohnt. Die durchschnittliche Haushaltsgröße beträgt 2,48, die durchschnittliche Familiengröße 3,04 Personen.
27,6 % der Einwohner sind unter 18 Jahre alt, 18,7 % zwischen 18 und 24, 34,2 % zwischen 25 und 44, 19,1 % zwischen 45 und 64 und 10,5 % 65 und älter. Das Durchschnittsalter liegt bei 33 Jahren. Auf 100 Frauen kommen 92,3 Männer.
Das mittlere Einkommen eines Haushalts in Milan liegt bei 48.510 US$, das mittlere Einkommen einer Familie bei 57.596 US$. Männliche Bewohner Milans verdienen durchschnittlich 45.409 US$, weibliche 26.926 US$. Das Pro-Kopf-Einkommen der Stadt beträgt 23.895 US$ 4,9 % der Bevölkerung und 2,5 % der Familien leben unterhalb der Armutsgrenze.